# Market Rasen

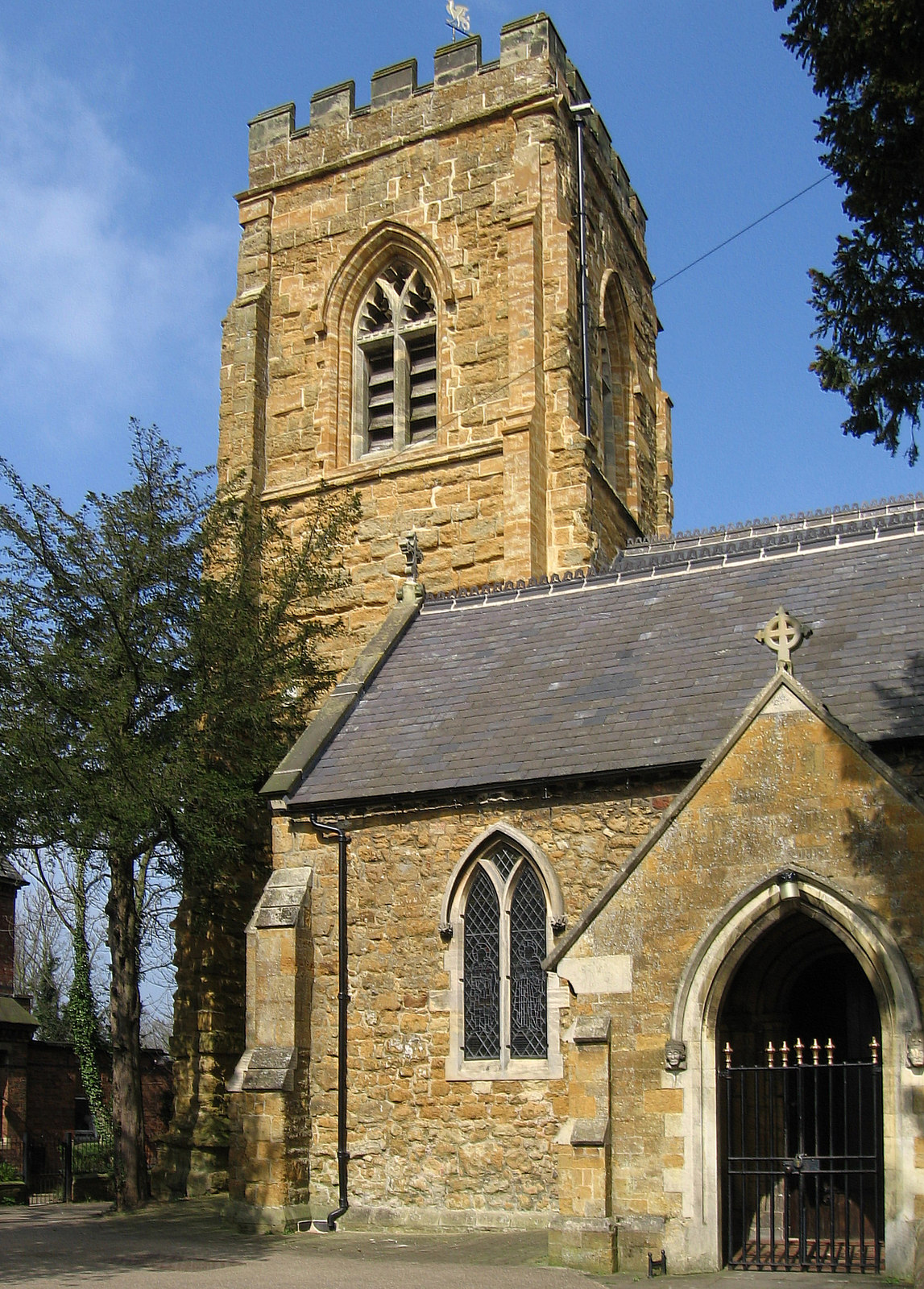
Market Rasen: la chiesa di San Tommaso

Market Rasen è una cittadina di circa 4.800 abitanti dell'Inghilterra centro-orientale, facente parte della contea del Lincolnshire e del distretto di West Lindsey e situata ai margini delle Wolds.
Un tempo la località era nota come East Rasen, in contrapposizione con West Rasen.

## Geografia fisica

### Collocazione
Market Rasen si trova ai margini nord-occidentali delle Wolds del Lincolnshire., all'incirca a metà strada tra Lincoln e Grimsby (rispettivamente a nord/nord-est della prima e a sud-ovest della seconda). Da Lincoln dista circa 25 km.

## Società

### Evoluzione demografica
Al censimento del 2011, Market Rasen contava una popolazione pari a 4.773 abitanti.
La cittadina ha conosciuto quindi un sensibile incremento demografico rispetto al 2001, quando contava 3.491 abitanti, e al 1991, quando ne contava 2.948.

## Storia
La parrocchia civile di Market Rasen è citata sin dall'epoca normanna.
Nel 1848 fu garantito alla località un collegamento ferroviario con Lincoln e Grimsby.

### Il terremoto del 2008
Il 27 febbraio 2008, Market Rasen fu uno degli epicentri di un terremoto di magnitudo 5,2, il più forte mai avvertito nel Regno Unito da 25 anni.

## Edifici e luoghi d'interesse
- Chiesa di San Tommaso (St Thomas' Church)[6]

## Economia
La cittadina aveva un'originaria vocazione agricola, ma a partire dal XIX secolo vi si svilupparono birrifici e birrerie, oltre che il commercio di carbone, ecc.

## Sport
A Market Rasen si svolge una celebre corsa di cavalli, la Market Rasen Racecourse.

## Amministrazione

### Gemellaggi
- Mamers [8]